# Phyllanthus kinabaluicus
Phyllanthus kinabaluicus är en emblikaväxtart som beskrevs av Airy Shaw. Phyllanthus kinabaluicus ingår i släktet Phyllanthus och familjen emblikaväxter. Inga underarter finns listade i Catalogue of Life.